# San Giorio di Susa
San Giorio di Susa é uma comuna italiana da região do Piemonte, província de Turim, com cerca de 949 habitantes. Estende-se por uma área de 19 km², tendo uma densidade populacional de 50 hab/km². Faz fronteira com Bruzolo, Chianocco, Bussoleno, San Didero, Villar Focchiardo, Coazze, Roure.

## Demografia
| Variação demográfica do município entre 1861 e 2011                               |
|                                                                                   |
| Fonte: Istituto Nazionale di Statistica (ISTAT) - Elaboração gráfica da Wikipedia |